# شفيق مترى سدراك
 اللواء أ.ح / شفيق متري سدراك  لواء حربي مصري من مواليد عام 1921 في محافظة أسيوط في مصر. شارك في حروب 1956 و1967 وحرب أكتوبر 1973، وكان قائدا لكتيبة مشاة في منطقة أبو عجيلة في سيناء. أمضى اللواء شفيق أكثر من 11 عاما متواصلة في جبهة القتال. وهو حاصل على وسام نجمة سيناء من الطبقة الأولى. 

## حياته
هو من مواليد قرية المطيعة مركز أسيوط محافظة أسيوط
عاش اللواء 45 عاما منذ خروجة للحياة بمنشأة يوسف حنا بمركز شبراخيت محافظة البحيرة، وحتى رحيلة في 9 أكتوبر 1973 م وما بين مولده ورحيله فقد كان ابنا باراً لاب يعمل في هيئة تدريس المدارس الثانوية، وفور حصوله على شهادة الدراسة الثانوية التحق بالكلية الحربية، برغبة جامحة وحب واقتناع كامل، ولنبوغه وتفوقه في الكلية الحربية عُيَّن ضمن هيئة التدريس، حيث كان يقوم بتدريس مادة (التكتيك وفن القتال) خاصة للطلبة الوافدين ب اللغة الإنجليزية،

## حياته العسكرية
شارك في حربى 1956 و1967 وكان قائدا لكتيبة مشاة في منطقة أبو عجيلة في سيناء.
أمضى اللواء شفيق أكثر من 11 عاما متواصلة في جبهه القتال.
وكان يقود أول لواء مشاة عبر القناة يوم 9 أكتوبر 1973 م التابع للفرقة 16 من الجيش الثاني الميداني، ووصل بقواته إلى قرب الممرات حيث كان يجيد فن القتال بالدبابات في الصحراء، وكان دائما يتقدم قواته ليبث في نفوسهم الشجاعة والإقدام إلى أن قتل وأثناء إدارته للمعركة في عمليات تحرير (النقطة 57 جنوب)، الطالية، حيث أصيبت مركبة القيادة بقذيفة دبابة، وقتل ومن معه في المركبة وكانوا خمسة أبطال آخرين.
• واللواء شفيق متري سدراك من أوائل من حصلوا على شهادة الأركان حرب برتبة رائد واصغر الخريجين سنا، وحاصل على شهادة أكاديمية ناصر العليا بتفوق.

## استشهاده في حرب أكتوبر
يوم السادس من أكتوبر 1973م قاد شفيق أحد ألوية المشاة التابعة للفرقة 16 مشاة بالقطاع الأوسط في سيناء ثم معارك تحصين موجات الهجوم الإسرائيلي المضاد قبل أن يستشهد في اليوم الرابع للحرب الذي يوافق يوم 9 أكتوبر 1973م وهو يتقدم قواته لمسافة كيلو متر كامل في عمق سيناء عندما أصيبت سيارته بدانة مدفع إسرائيلي قبل وصوله إلى منطقة الممرات في عمق الممرات.

## الأوسمة والنياشين
لقد حصل اللواء شفيق متري سدراك على جميع الأوسمة والنياشين التقليدية والدورية والاستثنائية، وأبرزها وسام نجمة سيناء من الطبقة الأولى، والذي منحه الرئيس آنذاك محمد أنور السادات لأسرته، تقديرًا لما أظهره من أعمال ممتازة تدل على التضحية والشجاعة في ميدان القتال أثناء حرب العاشر من رمضان سنة 1393 هـ الموافق السادس من أكتوبر 1973 م وهو أعلى وسام عسكري مصري تم إطلاق اسمة على الدفعة 75 حربية.[بحاجة لمصدر]